# Дагестанська Автономна Радянська Соціалістична Республіка
Дагестанська Автономна Радянська Соціалістична Республіка (Дагестанська АРСР) , до 5 грудня 1936 — Автономна Дагестанська Соціалістична Радянська Республіка) — адміністративно-територіальна одиниця РРФСР, що існувала в 1921–1993 роках.
Столиця — місто Махачкала.

## Історія
20 січня 1921 на території Дагестанської і частини території Терської областей була утворена Автономна Дагестанська Соціалістична Радянська Республіка. Перший Вседагестанський установчий з'їзд Рад, що проходив 1-7 грудня 1921 року, прийняв Конституцію Дагестанської АСРР. Цьому сприяла діяльність Джелал-ед-Діна Коркмасова
З 6 вересня 1931 Дагестанська АСРР входила до складу Північно-Кавказького краю.
З прийняттям нової сталінської конституції 5 грудня 1936 республіка була виведена зі складу Північно-Кавказького краю, а також був змінений порядок слів у назві: Дагестанська Автономна Радянська Соціалістична Республіка. Пізніше, 12 червня 1937, Надзвичайним 11-м Загальнодагестанським з'їздом Рад була прийнята Конституція Дагестанської АРСР.
22 лютого 1938 до складу Орджонікідзевського краю були передані п'ять північних районів республіки (Ачикулацький, Караногайський, Каясулінський, Кізлярський, Шелковський). З них було утворено Кізлярський автономний округ з центром у місті Кізлярі.
7 березня 1944 в результаті ліквідації Чечено-Інгуської АРСР до Дагестанської АРСР відійшли кілька її гірських районів.
9 січня 1957 до складу відновленої Чечено-Інгуської АРСР були повернуті її території; до складу Дагестанського АРСР зі скасованої Грозненської області увійшла велика частина території колишнього Кізлярського округу, в результаті чого територія Дагестану прийняла сучасні кордони.
24 травня 1991 Дагестанська АРСР була перетворена в Дагестанську РСР у складі РРФСР (що не відповідало ст.85 Конституції СРСР), а 25 грудня 1993 після набуття чинності Конституції РФ — в Республіку Дагестан.

## Адміністративний поділ[5]
На 1921 рік республіка мала поділ на 10 округів:
1. Аварський — центр с. Хунзах
2. Андійський — с. Ботліх
3. Гунібський — зміцнення Гуніб
4. Даргинський — с. Левашов
5. Казі-Кумухський (Лакський) — с. Казі-Кумух
6. Кайтаго — Табасаранський — с. Маджаліс
7. Кюринський — с. Кас-Кент (Касумкент)
8. Самурський — с. Ахти
9. Темір-Хан-Шуринський — м. Темір-Хан-Шура
10. Хасав-Юртивський — слоб. Хасав-Юрт

16 листопада 1922 до складу Дагестанської АСРР з Терської губернії передані Кізлярський округ і Ачикулацький район.
22 листопада 1928 замість округів і районів в республіці утворені 26 кантонів і 2 підкантони.
3 червня 1929 кантони перейменовані в райони, підкантони — у підрайони.
22 лютого 1938 до складу новоутвореного Кізлярського округу Орджонікідзевського краю передані Ачикулацький, Караногайський, Каясулинський, Кізлярський і Шелковський район.
7 березня 1944 зі складу скасованої Чечено-Інгуської АРСР до складу Дагестанського АРСР передані Веденський, Курчалоївський, Ножай-Юртивський, Саясановський, Чеберлоївський, Шароївський райони.
25 червня 1952 на додаток до районного поділу в складі Дагестанської АРСР були утворені 4 округи: Буйнацький, Дербентський, Ізбербашський, Махачкалинський.
24 квітня 1953 округи були скасовані, всі райони відійшли в пряме підпорядкування адміністрації республіки.
9 січня 1957 до складу відновленої Чечено-Інгуської АРСР були передані Андалалський, Веденський, Рітлябський, Шурагатський райони; зі складу скасованої Грозненської області в Дагестанську АРСР передані місто Кізляр, Караногайський, Кізлярський, Крайновський, Тарумовський райони.
Таким чином у 1990 до складу Дагестанської АРСР входило 10 міст республіканського підпорядкування:
1. Махачкала
2. Буйнакськ
3. Дагестанські Огні
4. Дербент
5. Ізбербаш
6. Каспійськ
7. Кизилюрт
8. Кізляр
9. Хасавюрт
10. Южно-Сухокумськ

і 39 районів:
1. Агульський — центр с. Тпіг
2. Акушинський — с. Акуша
3. Ахвахський — с. Карата
4. Ахтинський — с. Ахти
5. Бабаюртівський — с. Бабаюрт
6. Ботліхський — с. Ботліх
7. Буйнакський — м. Буйнакськ
8. Гергебільський — с. Гергебіль
9. Гумбетівський — с. Мехельта
10. Гунібський — с. Гуніб
11. Дахадаєвський — с. Уркарах
12. Дербентський — м. Дербент
13. Казбеківський — с. Дилим
14. Кайтазький — с. Маджаліс
15. Каякентський — с. Новокаякент
16. Кизилюртівський — м. Кизилюрт
17. Кізлярський — м. Кізляр
18. Кулинський — с. Вачі
19. Курахський — с. Курах
20. Лакський — с. Кумух
21. Левашинський — с. Леваши
22. Ленінський — с. Карабудахкент
23. Магарамкентський — с. Магарамкент
24. Новолакський — с. Новолакське
25. Ногайський — с. Тереклі-Мектеб
26. Рутульський — с. Рутул
27. Сергокалинський — с. Сергокала
28. Радянській — с. Радянське
29. Сулейман-Стальський — с. Касумкент
30. Табасаранський — с. Хучні
31. Тарумовський — с. Тарумовка
32. Тляратинський — с. Тлярата
33. Унцукульський — с. Унцукуль
34. Хасавюртівський — г. Хасавюрт
35. Хівський — с. Хів
36. Хунзахський — с. Хунзах
37. Цумадинський — с. Агвалі
38. Цунтинський — с. Бежта
39. Чародинський — с. Цуриб

## Населення
Динаміка чисельності населення республіки:
| Рік  | Населення, осіб. |  |
| ---- | ---------------- |  |
| 1926 | 788 098          |  |
| 1939 | 930 416          |  |
| 1959 | 1 062 472        |  |
| 1970 | 1 428 540        |  |
| 1979 | 1 627 884        |  |
| 1989 | 1 802 579        |  |

### Національний склад
| рік  | Росіяни | Аварці | Даргинці | Кумики | Лакці | Лезгини | Ногайці | Азербайджанці | Табасарани | Тати і горні гебреї | Чеченці |
| ---- | ------- | ------ | -------- | ------ | ----- | ------- | ------- | ------------- | ---------- | ------------------- | ------- |
| 1926 | 12,5%   | 17,7%  | 13,9%    | 11,2%  | 5,1%  | 11,5%   | 3,3%    | 3,0%          | 4,0%       | 1,5%                | 2,8%    |
| 1939 | 14,3%   | 24,8%  | 16,2%    | 10,8%  | 5,6%  | 10,4%   | 0,5%    | 3,4%          | 3,6%       | ?                   | 2,8%    |
| 1959 | 20,1%   | 22,5%  | 13,9%    | 11,4%  | 5,0%  | 10,2%   | 1,4%    | 3,6%          | 3,2%       | 1,6%                | 1,2%    |
| 1970 | 14,7%   | 24,4%  | 14,5%    | 11,8%  | 5,0%  | 11,4%   | 1,5%    | 3,8%          | 3,7%       | 1,3%                | 2,8%    |
| 1989 | 9,2%    | 27,5%  | 15,6%    | 12,9%  | 5,1%  | 11,3%   | 1,6%    | 4,3%          | 4,3%       | 0,9%                | 3,2%    |